# Journal of Theoretical and Computational Chemistry
Journal of Theoretical and Computational Chemistry (abrégé en J. Theor. Comput. Chem.) est une revue scientifique à comité de lecture. Ce bimestriel publie des articles de recherches originales concernant la chimie numérique.
D'après le Journal Citation Reports, le facteur d'impact de ce journal était de 0,638 en 2014. Actuellement, le directeur de publication est Wei Wu de la Xiamen University.